# Provincia di Stung Treng
La provincia di Stung Treng (in lingua khmer:ស្ទឹងត្រែង) è una provincia della Cambogia situata nella parte settentrionale.

## Geografia
Stung Treng si trova al confine con il Laos, sul versante meridionale dei Monti Dângrêk. È una provincia scarsamente popolata, attraversata dal Mekong e dalla Strada Nazionale N.7 (NH7). È presente una minoranza laotiana.

## Storia
In questa zona si formò il Regno di Chenla, che nel VII secolo assorbì e fece propria la cultura dell'indianizzato Regno del Funan. Il territorio della provincia fece quindi parte dell'Impero Khmer, del regno laotiano di Lan Xang e più tardi ancora del Regno di Champasak. La provincia fu restituita alla Cambogia nel 1904, durante l'epoca della dominazione francese. Il suo nome in laotiano è Xieng Teng.
A causa della sua locazione geografica e della presenza di montagne e foreste nell'area nordorientale della provincia, nel territorio vi è stata una forte presenza di guerriglia comunista a partire dagli anni Cinquanta, durante la Guerra d'Indocina, fino allo scioglimento degli ultimi gruppi organizzati di Khmer rossi alla fine degli anni Novanta.

## Amministrazione
Il capoluogo della provincia di Stung Treng è la cittadina omonima di Stung Treng, sul Mekong, luogo di transito per raggiungere il Laos o la provincia di Ratanakiri.
La provincia è suddivisa in 5 distretti, 24 comuni e 128 villaggi.
- 1901 Distretto di Sesan - សេសាន
- 1902 Distretto di Siem Bouk - សៀមបូក
- 1903 Distretto di Siem Pang - សៀមប៉ាង
- 1904 Distretto di Stung Treng - ស្ទឹងត្រែង
- 1905 Distretto di Thala Barivat - ថាឡាបារីវ៉ាត់